# موتور شماره ۲۱۲
موتور شماره ۲۱۲ یا موتور خالقداد روستایی در دهستان ریگ ملک بخش ریگ ملک شهرستان میرجاوه استان سیستان و بلوچستان ایران است.

## جمعیت
بر پایه سرشماری عمومی نفوس و مسکن در سال ۱۳۹۵ جمعیت این مکان ۱۴۳ نفر (۳۶خانوار) بوده‌است.